# Кореновський Анатолій Олександрович
Кореновський Анатолій Олександрович (13 лютого 1958, с. Шевченкове Кілійського р-ну Одеської обл.) — математик. Доктор фізико-математичних наук (2007), професор (2008); керівник наукової школи «Теорія функцій дійсної та комплексної змінної». Грамота управління науки і наукової діяльності Одеської облдержадміністрації, Соросівський доцент.

## Біографія
Народився 13 лютого 1958 р. в с. Шевченкове Кілійського р-ну Одеської обл. У 1979 році закінчив Одеський державний університет імені І. І. Мечникова (нині — Одеський національний університет імені І. І. Мечникова). 1979—1981 рр. — працює інженером-програмістом Миколаївського обчислювального центру. З 1983 року працює в ОНУ ім. І. І. Мечникова. З 2009 року — зав. кафедри математичного аналізу.
У 1988 р. захищає кандидатську дисертацію “Свойства функций, определяемые в терминах средних колебаний”.
У 2007 р. захищає докторську дисертацію “Середні коливання, обернені нерівності та рівно вимірні переставлення” в Інституті математики НАН.
Анатолій Олександрович читає лекції з таких дісциплин, як: “Математичний аналіз”, “Теорія міри та інтеграла”, “Диференціальні властивості функцій дійсної змінної”, “Вагові оцінки для максимального оператора Харді-Літтлвуда”, “Функції з обмеженим середнім коливанням”, «Властивості функцій, що виражені в термінах середніх коливань”.

## Наукова діяльність
Основний напрямок у науковій діяльності А. О. Кореновського це теорія функцій дійсної змінної, гармонічний аналіз.
Докторська дисертація Кореновського присвячена дослідженню екстремальних властивостей класів функцій, які означаються відносними локальними характеристиками. Основні результати роботи полягають у наступному:
- наведене нове доведення леми Ф. Рісса про сонце, що сходить. Це доведення перенесене на випадок багатовимірних сегментів для будь-якої абсолютно неперервної міри;
- в анізотропному випадку отримана точна оцінка рівновимірного переставлення функції з обмеженим середнім коливанням. На підставі цієї оцінки знайдена точна стала в показнику експоненти в анізотропній нерівності Джона-Ніренберга;
- отримані оцінки коливань перетворень типу Харді та перетворення Кальдерона, що не покращуються в ряді випадків;
- показана можливість підвищення показника сумовності функції, яка задовольняє ізотропну умову Гурова-Решетняка, при будь-якому значенні параметра класу та для будь-якої абсолютно неперервної міри. Вивчені властивості функції, що задовольняє аналог умови Гурова-Решетняка в термінах максимальних функцій;
- для функції, що задовольняє анізотропну умову Гурова-Решетняка, отримана точна оцінка рівновимірного переставлення. На підставі цієї оцінки знайдені точні граничні показники класів Макенхаупта і Геринга, в які вкладений клас Гурова-Решетняка;
- в одновимірному випадку знайдені точні границі самопокращення показників класів Геринга і Макенхаупта;
- знайдено точні границі самопокращення показників для класів функцій, які задовольняють обернену анізотропну нерівність Гельдера у випадку довільної абсолютно неперервної міри.

## Праці
- О принадлежности максимальной функции классу Орлича / А. А. Кореновский // Матем. заметки. — 1989. — Т. 46, № 2. — С. 66—75.
- Средние колебания и преобразование Гильберта / А. А. Кореновский // Известия ВУЗов. Математика. — 1989. — № 2. — С. 28—40.
- О связи между средними колебаниями и точными показателями суммируемости функций / А. А. Кореновский // Матем. сборник. — 1990. — Т. 181, № 12. — С. 1721—1727.
- О точном продолжении обратного неравенства Гельдера и условия Макенхаупта / А. А. Кореновский // Матем. заметки. — 1992. — Т. 52, № 6. — С. 32-44.
- Обратное неравенство Гельдера, условие Макенхаупта и равноизмеримые перестановки функций / А. А. Кореновский // Докл. АН СССР. — 1992. — Т. 323, № 2. — С. 229—232.
- Многомерный вариант леммы Рисса и некоторые его приложения / А. А. Кореновский // Волинський математичний вісник. — 1996. — Вип. 3. — С. 50—55.
- Об одном обобщении неравенства Гурова-Решетняка / А. А. Кореновский // Теорія наближення функцій та її застосування. — Київ, 2000. — (Пр. Ін-ту математики НАН України ; т. 31).
- Оценки колебаний сопряженного преобразования Харди и преобразования Кальдерона / А. А. Кореновский // Исследования по линейным операторам и теории функций. — СПб., 2001. — (Зап. науч. семинаров ПОМИ ; т. 282).
- Об оценке снизу нормы в ВМОр преобразования Харди-Литтлвуда / А. А. Кореновский // Теорія наближення функцій та суміжні питання. — К., 2002. — (Пр. Ін-ту математики НАН України. Математика та її застосування ;т. 35).
- Оценки колебаний преобразования Харди / А. А. Кореновский // Мат. заметки. — 2002. — Т. 72, № 3.
- A note on the Gurov-Reshetnyak condition / А. А. Korenovskiy, A. K. Lerner, A. M. Stokolos // Math. Research Letters. — 2002. — Vol. 9, № 5—6.
- On the spectral radius of convolution dilation operators / А. А. Korenovskiy, V. D. Didenko, S. L. Lee // J. Anal. Appl. – 2002. — Vol. 21, № 4.
- О связи между классами функций Гурова-Решетняка и Макенхаупта / А. А. Кореновский // Мат. сб. — 2003. — Т. 194, № 6. — С. 127—134.
- О вложении класса Геринга в класс Гурова-Решетняка / А. А. Кореновский // Вісн. Одес. держ. ун-ту. Серія : Фіз.-мат. наук. — 2003. — Т. 8, вип. 2.
- О классе функций Гурова-Решетняка / А. А. Кореновский // Проблеми теорії функцій та суміжні питання. — Київ, 2004. — (Зб. пр. Ін-ту математики НАН України ; т. 1, № 1).
- Estimates of Oscillations for the Conjugate Hardy Transform and for the Calderon Transform / А. А. Korenovskii // J. of Math. Science. — 2004. — Vol. 120, № 5.
- Лемма Рисса «о восходящем солнце» для многих переменных и неравенство Джона-Ниренберга / А. А. Кореновский // Мат. заметки. — 2005. — Т. 77, № 1. — С. 53—66.
- Оценка перестановки функций, удовлетворяющей «обратному неравенству Иенсена» / А. А. Кореновский // Укр. мат. журн.. — 2005. — Т. 57. № 2. — С. 158—169.
- Об обратном неравенстве Гельдера / А. А. Кореновский // Мат. Заметки. — 2007. — Т. 81, № 3. — С. 361—373.
- Mean Oscillations and Equimeasurable Rearrangements of Functions / A. Korenovskii. – Heidelberg (Berlin) : Springer-Verlag, 2007. — 188 p. — (Lecture Notes of the Unione Matematica Italiana ; Bd. 4).
- Курс лекций по математическому аналізу : в 2 ч. / А. А. Кореновский, В. И. Коляда ; Одес. нац. ун-т им. И. И. Мечникова, Ин-т математики, экономики и механики. — Одесса : Астропринт, 2010. — Ч. 1. — 367 с. ; ч. 2 — 291 с.